# 유령의 춤

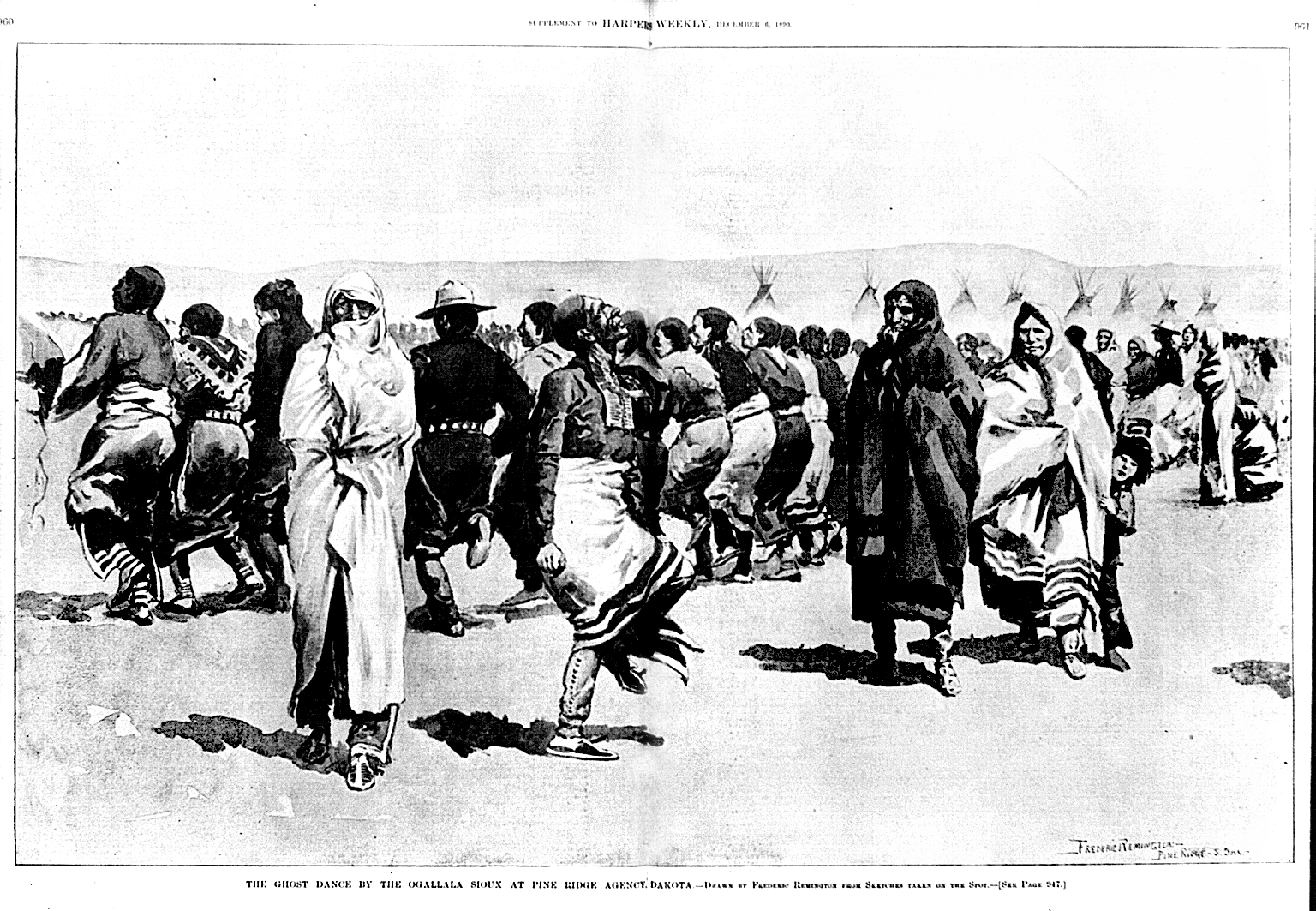
1889년-1891년 오글랄라라코타에서 진행된 유령의 춤.

유령의 춤(Ghost Dance, 카도어: Nanissáanah 나니사나흐)은 20세기 말 일부 아메리카 원주민들 사이에 나타난 신흥종교적 현상이다. 제2기 유령의 춤의 선도적 인물이었던 파이유트족 종교지도자 워보카(영어명 잭 윌슨)에 따르면, 유령의 춤은 망자의 넋들을 불러모아 그 넋들이 자신들과 함께 싸워주기를, 백인 식민주의자들이 떠나고 평화가 찾아오기를, 지역을 불문하고 원주민들이 단결할 수 있기를 기원하는 것이다.
유령의 춤은 백인들의 팽창주의가 멈추고 인디언 부족들 사이에 문화적 협력이 이루어질 것이라는 와보카의 예언과 상당한 관련이 있었다. 이는 도스 법에 의한 원주민 흡수 정책에 대한 라코타족의 저항이라고 여겨지기도 한다. 1890년 12월, 미국 육군이 유령의 춤 의식을 하던 라코타족들을 불온행위자로 판단하고 이미 저항능력을 상실한 이들에게 무차별 사격, 최소 153명 이상이 사망한 운디드니 학살이 일어났다. 라코타족의 유령의 춤은 파이유트족의 와보카가 처음 만든 것에서 변형되어 천년왕국을 추구하는 성격을 띠었다. 카도족은 현재도 나니사나흐를 종교 의식으로 행하고 있다.

## 같이 보기
- 의화단 운동